# Stadion kraj Morave
Das Stadion kraj Morave (serbisch-kyrillisch Стадион крај Мораве; serbisch für „Stadion neben der Morava“) ist ein „reines“ Fußballstadion und Heimstätte von Borac Čačak, einem serbischen Fußballverein aus Čačak.
2011 begannen Renovierungen am Stadion und des Vereinsgeländes, die bisher mit Unterbrechungen in mehreren Phasen durchgeführt wurden. Diese sind jedoch bis heute nicht vollständig abgeschlossen. Die Kapazität des Stadions, das nahe der westlichen Morava liegt, soll am Ende 8.000 Plätze betragen.

## Geschichte
2011 begann die Renovierung des 1958 erbauten Stadions und des Vereinsgeländes, um so den UEFA-Sicherheitsstandards für nationale und internationale Fußballveranstaltungen gerecht zu werden, die in mehreren Phasen durchgeführt werden sollen. Die Renovierung soll in etwa 3 Millionen Euro betragen, die von der Stadt Čačak und dem Staatsbudget Serbiens zur Verfügung gestellt wurden.
Bisher wurde die Osttribüne teilrenoviert.  Ebenfalls entstanden eine Nordtribüne und dahinter das Geschäftshaus des Vereins, in dem sich auch die neuen Umkleideräume und Duschen befinden. Daneben wurde auch die Westtribüne größtenteils rekonstruiert. Ende Juli 2014 wurden zudem neue Flutlichtmasten installiert.  Die Renovierung wurde jedoch mehrmals unterbrochen, sodass sie bis heute nicht vollständig abgeschlossen ist.

## Sonstiges
Als es in Südosteuropa und Ostmitteleuropa im Mai 2014 zu schweren Überflutungen und heftigen Stürmen kam, die durch das Balkantief Yvette verursacht wurden, war die Lage auch in Čačak besonders kritisch. Dabei wurden das Stadion und das Vereinsgelände inmitten der Renovierungen überschwemmt und beschädigt.